# Dragon Ball Heroes
Dragon Ball Heroes (en japonés: ドラゴンボールヒーローズ Doragon Boru Hirozu), actualmente llamado Super Dragon Ball Heroes (スーパードラゴンボール ヒーローズ Sūpā Doragon Bōru Hīrōzu), fue un juego arcade de cartas disponible solo en Japón, basado en la popular franquicia de Akira Toriyama Dragon Ball. El juego utiliza un sistema de cartas/tarjetas, pero en lugar de botones el jugador tiene que mover las tarjetas en el tablero de juego, y pueden escoger personajes que aparecen en todas las series, como Dragon Ball, Dragon Ball Z, Dragon Ball GT y Dragon Ball Super.

## Modalidad de juego
El juego ofrece manejar a más de 7 personajes para que ataquen al contrincante, además tiene muchos nuevos personajes que no han aparecido en otros juegos o en la misma serie del anime y el manga. Los nuevos avatares creados para el juegos tienen la típica cola Saiyan y las características del mundo de Dragon Ball.

## Funcionamiento
Cada jugador tiene una "cuenta" que la asocia a un perfil en el que va recargando un saldo tipo las tarjetas de teléfono. Acumula experiencia y esto hace que pueda ir utilizando los diferentes avatares según el nivel que tengan. Las cartas que se usan se venden en mazos, además de otras cartas especiales que se venden junto a material especial de Dragon Ball o como promocional en la revista V-Jump. Sobre la tabla de la máquina se distribuyen las cartas de los personajes seleccionados para la batalla. Mediante una encuadración, un determinado número de turnos, una estrategia al más puro estilo Magic y un movimiento de carta el juego lo interpretara como un ataque, una defensa o un combinado. El objetivo principal del juego son superar las misiones principales, combates contra la CPU u Online, combates de bonificación y al final de cada combate recibes una puntuación asociada a tu ID, además de Exp e incluso bolas de dragón. Al reunirlas iras aumentando de nivel y mejorando tu propio avatar, además de ir ganando acceso a cartas cada vez más poderosas. En resumen. 5 vs 5 de cartas por turnos. El frente ataca físicamente y recibe el mayor daño, mientras la parte de atrás acumula Ki. En el momento en que se reúnen las condiciones óptimas para determinado ataque aparece un minijuego de combinación de botones. A mayor precisión, mayor éxito y potencia. Por ejemplo. La Genkidama de Son Goku necesita 3 turnos de carga, y tiene una potencia bastante devastadora.

## Lanzamientos
La saga Dragon Ball Heroes consta de varios títulos para diferentes plataformas. 

### Plataformas
- Nintendo 3DS, un port llamado Dragon Ball Heroes: Ultimate Mission fue lanzado el 28 de febrero de 2013, en Japón.[1] Una secuela, Dragon Ball Heroes: Ultimate Mission 2, fue lanzada el 7 de agosto de 2014[2] y Dragon Ball Heroes: Ultimate Mission X, que fue publicado el 27 de abril de 2017.

- Nintendo Switch, Super Dragon Ball Heroes: World Mission.[3]

### Avatares disponibles
Hay seis diferentes razas para elegir: Saiyan masculino, Saiyan femenino, Namekiano, Raza de Freezer, Majin, Androide, Shin-jin y Demonio.
Los avatares se dividen en tres tipos diferentes:
- Héroe (Equilibrio Ataque Físico / Ki)
- Berserker (Mayor Ataque Físico y Resistencia)
- Élite (Maestro de Ki)
- Avatar especial: El Avatar de Akina Minami. Una Modelo popular en Japón muy relacionada con V-Jump y los videojuegos además de algunos mangas. En total hay unos 22 avatares para elegir.

## Manga
Dragon Ball Heroes ha sido adaptado en varias series de manga. 
- Dragon Ball Heroes: Mission Victory (ドラゴンボールヒーローズビクトリーミッション), escrito e ilustrado por Toyotarou, fue serializado por la revista V Jump desde noviembre de 2012. Con 28 capítulos y 1 capítulo especial, está actualmente detenido por la ausencia de Toyotarō, quien está realizando el manga de Dragon Ball Superr junto a Akira Toriyama.

- Dragon Ball Heroes: Super Charisma Mission! escrita e ilustrada por Yoshitaka Nagayama, fue serializado en Saikyo Jump a partir de diciembre de 2013 hasta el año 2016 contando con 15 capítulos. Fue finalizado cuando Nagayama comenzó con otras series de la misma revista.

- Super Dragon Ball Heroes: Mission Ankou Makai serializado en Saikyo Jump desde el 5 de agosto de 2016. Su primer volumen recopilatorio fue publicado el 2 de mayo de 2017, su publicación en julio de 2020, contando con 17 capítulos recopilados en 3 tomos.

- Super Dragon Ball Heroes: Universe Mission serializado en la Saiko Jump desde 2018 a 2020, contando con 12 capítulos recopilados en 2 tomos.

- Super Dragon Ball Heroes: Ultimate Misión Carisma!! En marzo de 2017, Nagayama realizó el relanzamiento de «Dragon Ball Heroes: Super Charisma Mission!» como Súper Dragon Ball Heroes: Ultimate misión carisma!! En Saikyo Jump Y serializa Junto a Misión Makai Ankou, finalizó su publicación en 2018.

- Super Dragon Ball Heroes: mission divine charisma Serializado desde el año 2019 en la Saiko Jump actualmente en publicación.

- Super Dragon Ball Heroes: Big Bang Mission! Serializado desde el año 2020 en la Saiko Jump actualmente en publicación.

- Super Dragon Ball Heroes: Gaiden Avatar History Capítulo especial publicado en enero del 2021 en la Saiko Jump.

- Super Dragon Ball Heroes: ¡Misión del Meteoro!: Manga escrito y dibujado por el Yoshitaka Nagayama, y publicada en la revista Saikyo Jump desde el 4 de noviembre de 2023 hasta octubre de 2024. Cuenta con 12 capítulos y 2 volúmenes compilatorios.

## Anime
En mayo de 2018, Toei Animation anunció que Dragon Ball Heroes estrenaría un anime promocional llamado Super Dragon Ball Heroes: Universe Mission que cubriría la saga de la "Prisión Planetaria". Este anime fue estrenado el 1 de julio de 2018 en Japón.

## Personajes

### Protagonistas
- Beat: el principal protagonista de Dragon Ball Heroes. Beat es el héroe saiyan masculino.
- Note: la protagonista y heroína saiyan femenina, es la personaje secundario de la serie.
- Erito- La élite saiyan masculina
- Basaku El hombre saiyan berserker
- Viola - La mujer Saiyan Elite
- Forte - La hembra Saiyan Berserker
- Kabra - El Majin Hero
- Yoshito-Kun - La Elite Majin
- Salaga - El Majin Berserker
- Froze - El Clan de Frieza Hero
- Resok - The Frieza Clan Elite
- Blizzard - El berserker de la raza Frieza
- Tsumuri : el héroe de Namek
- Namekiano Elite - The elite Namekian
- Kagyu - El Namekian Berserker
- Nimu - El héroe androide
- Nico - la élite androide femenina
- Genome : el berserker Android masculino inspirado en Cell.
- Zen - el Supremo Kai Hero
- Fen : el Supremo Kai Elite
- Wairu - la suprema mujer Kai Berserker
- Chamel - el héroe demonio
- Demon Elite: un demonio femenino
- Demon Berserker

### Villanos
- Mechikabura
- Demigra
- Towa
- Mira
- Shroom
- Salsa
- Putine
- Grave
- Robelu
- Saiyan Malvado Cumber

## Lugares de batalla
- Llanuras
- Área Rocosa (día, noche)
- Planeta Namek
- Área Urbana
- Espacio
- M2
- Planeta Tsufur
- Árbol del Poder
- Templo de Beerus
- Fortaleza de Garlic Jr.
- Reino Celestial
- Torneo Universal de las Artes Marciales
- Reino demonio